# میلادینووو
میلادینووو (به بلغاری: Miladinovo) یک منطقهٔ مسکونی در بلغارستان است که در شهرستان کاردژالی واقع شده‌است.